# Натальинский сельсовет (Нижегородская область)
Натальинский сельсовет — упразднённое сельское поселение в Навашинском районе Нижегородской области Российской Федерации.
Административный центр — село Натальино.

## История
Статус и границы сельского поселения установлены Законом Нижегородской области от 15 июня 2004 года № 60-З «О наделении муниципальных образований - городов, рабочих посёлков и сельсоветов Нижегородской области статусом городского, сельского поселения».
Упразднено Законом Нижегородской области от 8 мая 2015 года № 58-З «О преобразовании муниципальных образований Навашинского муниципального района Нижегородской области»

## Население
| 2002 | 2010  | 2012  | 2013  | 2014  | 2015  |
| ---- | ----- | ----- | ----- | ----- | ----- |
| 3354 | ↘2605 | ↘2561 | ↘2511 | ↘2456 | ↘2345 |

## Состав сельского поселения
| №  | Населённый пункт | Тип населённого пункта            | Население |
| -- | ---------------- | --------------------------------- | --------- |
| 1  | Бобровка         | деревня                           | ↗34       |
| 2  | Валтово          | деревня                           | ↘331      |
| 3  | Валтово          | посёлок железнодорожного разъезда | ↗20       |
| 4  | Кистаново        | деревня                           | ↘11       |
| 5  | Левино           | деревня                           | ↘114      |
| 6  | Масловское       | посёлок                           | ↘0        |
| 7  | Мещерское        | посёлок                           | ↘22       |
| 8  | Натальино        | село, административный центр      | ↘1010     |
| 9  | Пустынь          | деревня                           | ↘7        |
| 10 | Рогово           | деревня                           | ↘141      |
| 11 | Родяково         | деревня                           | ↘216      |
| 12 | Румасово         | деревня                           | ↘38       |
| 13 | Салавирь         | деревня                           | ↘173      |
| 14 | Степурино        | деревня                           | ↘437      |
| 15 | Степурино        | посёлок                           | ↘51       |